# Алжир на Светском првенству у атлетици на отвореном 2023.
Алжир је учествовао на 19. Светском првенству у атлетици на отвореном 2023. одржаном у Будимпешти од 19. до 27. августа деветнаести пут, односно учествовао је на свим првенствима до данас. Репрезентацију Алжира представљало је 10 атлетичара (9 мушкараца и 1 жена) који су се такмичили у 8 дисциплине (7 мушких и 1 женска).,
На овом првенству такмичари Алжир нису освојили ниједну медаљу.
У табели успешности према броју и пласману такмичара који су учествовали у финалним такмичењима (првих 8 такмичара) Алжир је са 2 учесника у финалу делио 44. место са 8 бодова.
| Плас. | Земља | 1. место | 2. место | 3. место | 4. место | 5. место | 6. место | 7. место | 8. место | Бр. финал. | Бод. |
| ----- | ----- | -------- | -------- | -------- | -------- | -------- | -------- | -------- | -------- | ---------- | ---- |
| =44.  | Алжир | 0        | 0        | 0        | 0        | 2        | 0        | 0        | 0        | 2          | 8    |

## Учесници
| Мушкарци: - Слимане Мула — 800 м - Ђамел Седјати — 800 м - Мохамед Али Гуанед — 800 м - Салим Кедар — 1.500 м - Амине Боуанани — 110 м препоне - Абделмалик Лаулу — 400 м препоне - Hichem Bouhanoun — Скок увис - Јасер Мохамед Трики — Троскок - Ларби Бурада — Десетобој | Жене: - Амина Бетиш — Маратон |

## Резултати

### Мушкарци
| Атлетичар           | Дисциплина    | Лични рекорд | Квалификације     | Квалификације     | Полуфинале            | Полуфинале            | Финале                | Финале               | Детаљи |
| Атлетичар           | Дисциплина    | Лични рекорд | Резултат          | Место             | Резултат              | Место                 | Резултат              | Место                | Детаљи |
| ------------------- | ------------- | ------------ | ----------------- | ----------------- | --------------------- | --------------------- | --------------------- | -------------------- | ------ |
| Слимане Мула        | 800 м         | 1:43,38      | 1:45,76(.755) КВ  | 3. у гр. 6        | 1:43,93 КВ            | 1. у гр. 2            | 1:44,95               | 5 / 60 (61)          |        |
| Ђамел Седјати       | 800 м         | 1:43,40      | 1:47,87 КВ        | 2. у гр. 3        | 1:44,49 КВ            | 2. у гр. 2            | Дисквалификован       | Дисквалификован      |        |
| Мохамед Али Гуанед  | 800 м         | 1:44,43      | 1:49,16           | 6. у гр. 1        | Нису се квалификовали | Нису се квалификовали | Нису се квалификовали | 52 / 60 (61)         |        |
| Салим Кедар         | 1.500 м       | 3:33,68      | 3:35,17           | 8. у гр. 4        | Нису се квалификовали | Нису се квалификовали | Нису се квалификовали | 20 / 58              |        |
| Амине Боуанани      | 110 м препоне | 13,37 НР     | 13,90             | 8. у гр. 5        | Нису се квалификовали | Нису се квалификовали | Нису се квалификовали | 37 / 43 (45)         |        |
| Абделмалик Лаулу    | 400 м препоне | 48,39 НР     | Није завршио трку | Није завршио трку | Није се квалификовао  | Није се квалификовао  | Није се квалификовао  | Није се квалификовао |        |
| Hichem Bouhanoun    | Скок увис     | 2,22         | 2,14              | 17. у гр. А       |                       |                       | Није се квалификовао  | 32 / 35 (36)         |        |
| Јасер Мохамед Трики | Троскок       | 17,43        | 16,95 кв          | 3. у гр. Б        | 17,01                 | 5 / 31 (37)           |                       |                      |        |

#### Десетобој
| Дисциплина    | Ларби Бурада | Ларби Бурада | Ларби Бурада | Ларби Бурада | Ларби Бурада | Ларби Бурада |
| Дисциплина    | Лич. рек.    | Резултат     | Бод.         | Плас.        | Укупно       | Плас.        |
| ------------- | ------------ | ------------ | ------------ | ------------ | ------------ | ------------ |
| 100 м         | 10,67        | 11,01 ЛРС    | 858          | 21.          | 858          | 21.          |
| Скок удаљ     | 7,69         | 7,09         | 814          | 15.          | 1.581        | 24.          |
| Бацање кугле  | 14,00        | 12,44 ЛРС    | 633          | 23.          | 2.326        | 23.          |
| Скок увис     | 2,10         | НС           | 0            |              |              |              |
| 400 м         | 46,69        | НС           | 0            |              |              |              |
| 110 м препоне | 14,00        |              |              |              |              |              |
| Бацање диска  | 48,43        |              |              |              |              |              |
| Скок мотком   | 5,00         |              |              |              |              |              |
| Бацање копља  | 66,87        |              |              |              |              |              |
| 1.500 м       | 4:12,15      |              |              |              |              |              |
| Десетобој     | 8.521 НР     |              |              |              | НЗ           |              |

### Жене
| Атлетичарка | Дисциплина | Лични рекорд | Квалификације | Квалификације | Полуфинале | Полуфинале | Финале             | Финале             | Детаљи |
| Атлетичарка | Дисциплина | Лични рекорд | Резултат      | Место         | Резултат   | Место      | Резултат           | Место              | Детаљи |
| ----------- | ---------- | ------------ | ------------- | ------------- | ---------- | ---------- | ------------------ | ------------------ | ------ |
| Амина Бетиш | Маратон    | 2:28:30      |               |               |            |            | Није завршила трку | Није завршила трку |        |